# Route 10 (Alberta)
Pour les articles homonymes, voir Route 10.
La Route 10 est une route de 22 km (14 mi) dans le centre-sud de l'Alberta faisant partie de la Hoo Doo Trail située dans la région de Drumheller. Elle relie Drumheller et East Coulee, le long de la rivière Red Deer.

## Description du tracé

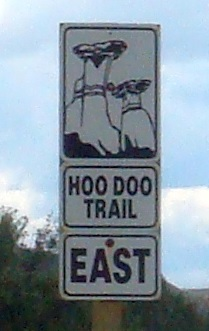
Le panneau de la Hoo Doo Trail.

La route débute à une intersection avec la route 9 / route 56 dans le cœur de Drumheller et se dirige vers le sud-est en longeant la rivière Red Deer qu'elle traverse à Rosedale. Elle forme un multiplex avec la route 56 jusqu'à une courte distance avant de traverser la rivière. Une fois le multiplex terminé, elle traverse East Coulee et se termine à la jonction des routes 564 et 569 au sud d'East Coulee.

## Intersections majeures
| Municipalité rurale / spécialisée                               | Ville      | km                                | Destinations                                 | Notes                                                                                   |
| --------------------------------------------------------------- | ---------- | --------------------------------- | -------------------------------------------- | --------------------------------------------------------------------------------------- |
| Drumheller                                                      | Drumheller | 0,00                              | AB-9 / AB-56 nord – Hanna, Stettler, Calgary | L'AB-10 ouest devient l'AB-9 est / AB-56 nord; terminus ouest du multiplex avec l'AB-56 |
| Drumheller                                                      | Rosedale   | 6,70                              | AB-10X sud – Wayne                           |                                                                                         |
| Drumheller                                                      |            | 8,10                              | AB-56 sud – Hussar, Route 1                  | Terminus est du multiplex avec l'AB-56                                                  |
| Drumheller                                                      |            | 10,30                             | Traverse la rivière Red Deer                 | Traverse la rivière Red Deer                                                            |
| Drumheller                                                      | 10,80      | AB-849 nord                       | Terminus sud de l'AB-849                     |                                                                                         |
| Drumheller                                                      | 15,30      | AB-573 est                        | Terminus ouest de l'AB-573                   |                                                                                         |
| Drumheller                                                      |            | 21,40                             | AB-570 est – Dorothy, Route 36               | Terminus ouest de l'AB-570                                                              |
| Drumheller                                                      | 21,60      | Traverse la rivière Red Deer      | Traverse la rivière Red Deer                 |                                                                                         |
| Drumheller                                                      | 23,40      | AB-564 sud / AB-569 ouest – Dalum | L'AB-10 est devient l'AB-564 sud             |                                                                                         |
| - Terminus de multiplex - Accès incomplet - Transition de route |            |                                   |                                              |                                                                                         |

## Route 10X
La Route 10X est une route auxiliaire de la route 10 parcourant 5,6 km (3,5 mi) entre Wayne et la route 10. La route suit le cours de la rivière Rosebud dans un canyon de 100 à 150 mètres de profondeur. Neuf ponts transportent la route d'un côté ou de l'autre de la rivière et la majorité de ces ponts sont parallèles à des ponts ferroviaires abandonnés qui servaient à transporter du charbon depuis la mine de Wayne. À son terminus sud à Wayne, la route 10X se continue comme Excelsior Avenue, laquelle traverse la rivière Rosebud deux autres fois, avant de se séparer en deux routes distinctes, Range Road 195A et Township Road 280A.

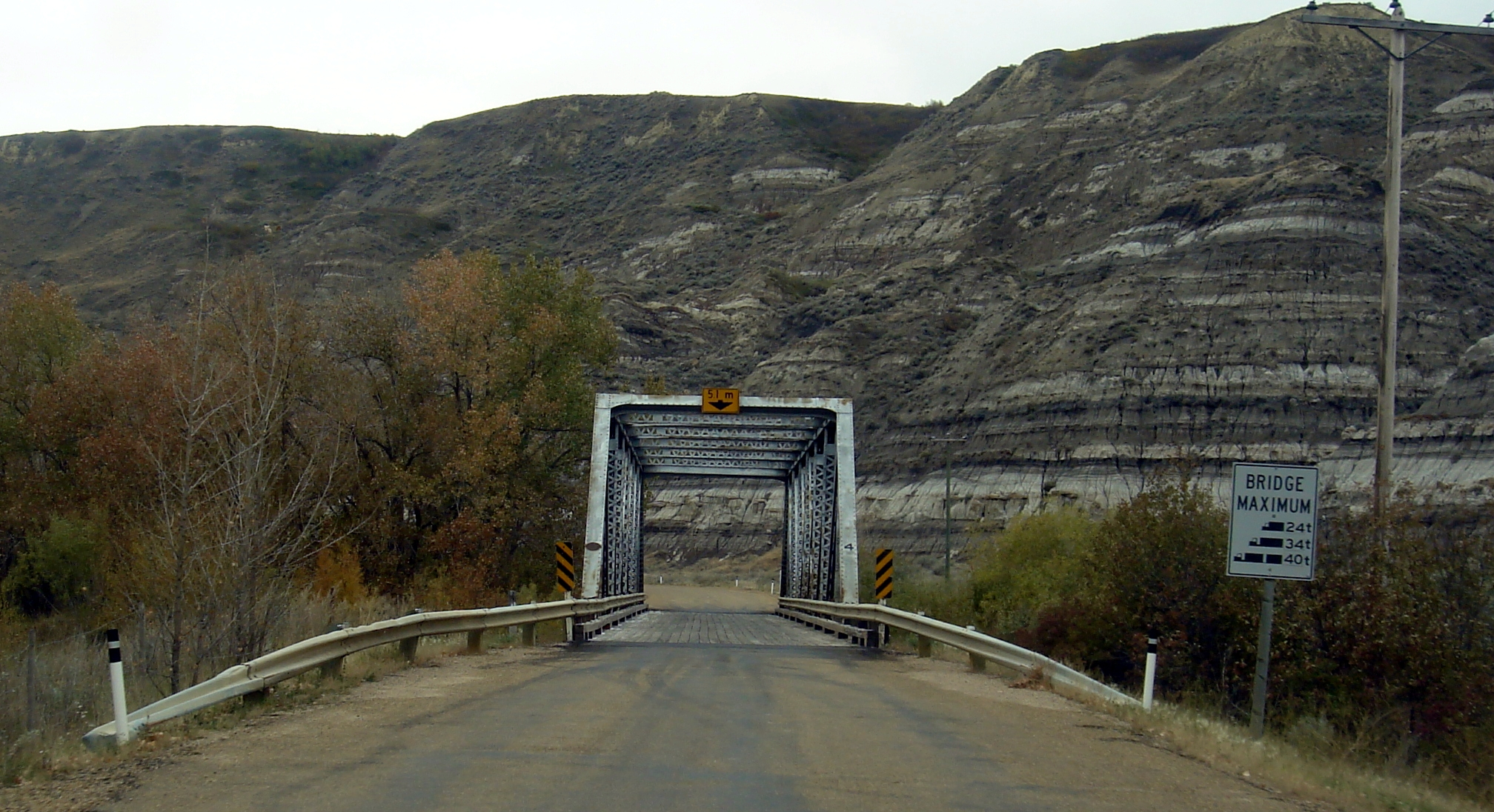
Pont au-dessus de la rivière Rosebud (un de neuf)

### Intersections majeures
| Municipalité rurale / spécialisée | Ville    | km   | Destinations                                    | Notes |
| --------------------------------- | -------- | ---- | ----------------------------------------------- | ----- |
| Drumheller                        | Wayne    | 0,00 | Excelsior Avenue                                |       |
| Drumheller                        | Rosedale | 5,60 | AB-10 / AB-56 – Drumheller, East Coulee, Hussar |       |
|                                   |          |      |                                                 |       |